# حوزه علمیه داراب
مدرسه علمیه داراب، در خیابانی به نام فیضیه روبه روی مسجد سروی قرار دارد و بناهای مهم دوره قاجار است، شخصی به نام زین العابدین نصیری ساخته‌است و این اثر در تاریخ ۹ دی سال ۱۳۸۵ با شماره ثبت ۱۶۶۸۱ به عنوان یکی از آثار ملی ایران به ثبت رسیده‌است.

## ساختار
این مدرسه در سال ۱۲۱۸ ش ق ساخته شد. مصالح آن از آجر و گچ است، بیش از دو قرن است که از ساخت این مدرسه می‌گذرد و نوع بنای آن از معماری عصر صفویه می‌باشد.
این مدرسه مخروبه شده بود که در سال ۱۳۳۰ خورشیدی توسط سید محمد علی نسابه تعمیر گردید.
مساحت کل مدرسه ۱۶۰۰ متر مربع، زیر بنای آن ۸۰۰ متر مربع و دارای ۲۲ حجره می‌باشد.